# Combier
Pour les articles homonymes, voir Combier (homonymie).
La distillerie Combier est un établissement situé à Saumur en Maine-et-Loire spécialisé dans la fabrication d'apéritifs et sirops de fruits.

## Histoire
La distillerie est fondée en 1834 par le confiseur bourguignon Jean-Baptiste Combier.
Jean-Baptiste Combier décède en 1871, son fils, James Combier prend la suite de son père.
Combier commercialise toujours deux liqueurs à base d'oranges amères, l'Original Combier Triple Sec et le Royal Combier. L'Original Triple Sec est fabriqué à partir d'oranges d'Haïti macérées dans l'alcool pendant 48 heures et distillées dans des alambics de cuivre centenaires pour donner une liqueur douce-amère.
Combier produit également un guignolet et un pastis, d'autres liqueurs destinées à servir de base pour cocktails, des crèmes de fruits et des sirops de fruits.
La distillerie produit également des absinthes pour le compte de la société Jade Liqueurs, notamment la Nouvelle-Orléans et l'absinthe claire Blanchette Combier, une recréation de la liqueur du même nom produite par la distillerie au début du XXe siècle.
Combier est cédée en 2000 à son directeur général, Franck Choisne, par la Maison Bollinger. L'entreprise redevient indépendante.

## Données financières
La distillerie Combier est exploitée par la société Combier (410292684) crée le 23 décembre 1996 - son chiffre d'affaires en 2017 a atteint 3 870 000 € dégageant un bénéfice de 352 600 € - elle est dirigée par Franck Choisne en qualité de représentant du holding Frc (432780591),.